# 煤市街
39°53′43″N 116°23′41″E / 39.8954089°N 116.3947324°E
煤市街是位于北京市西城区中部的一条道路。

## 简介
煤市街北起前门西大街东口，与广场西侧路连接，南到珠市口西大街。这是2000年代改造之后的结果。原来煤市街北起廊房头条，南到珠市口西大街。因为旧时此街是北京有名的大煤市而得名。明朝时，由京西门头沟煤窑运进北京城里的煤炭，有一部分在这里堆放并销售。此处的煤栈多，煤商在此交易。所以《京师五城坊巷胡同集》中将该街记作“煤市口”。清朝乾隆年间，一条街分成两条街，在大栅栏街以北称“北煤市街”，以南称“南煤市街”。清朝光绪年间，根据《京师坊巷志稿》记载，北煤市街改称“煤市桥”（实际没有桥，只是称作桥），南煤市街改称“煤市街”。中华民国年间，在煤市桥北段出现多家纸铺，因此这一段地方被称为“纸巷子”。1965年北京市整顿地名时，纸巷子、煤市桥、煤市街合并，统称“煤市街”。
煤市街到清朝中期以后，从煤栈、煤商买卖煤的市场，逐渐发展成拥有各类店铺的商业街。例如正明斋饽饽铺、泰丰楼饭馆、顺昌隆绸布店等等都在此街。煤市街还有漳郡会馆、赣州会馆；清朝咸丰三年该街与观音寺街（今大栅栏西街）建立“公义水局”，即设在煤市街路西；中华民国时期的纸烟业同业公会，也设在此街。煤市街从大力胡同东口以北，店铺和饭馆林立。《朝市丛载》记载，清末民初，煤市街有恒聚号染房、万兴居酱肉、致美斋熘鱼片、全盛斋步鞋、泰丰楼烩爪尖、百景楼烩肝肠、普云斋酱肘及酱鸡等知名老字号及特产。根据统计，1910年煤市街有知名饭庄和饭馆22家，其中致美斋、致美楼、悦宾楼、泰丰楼等饭庄以及同聚馆（即馅饼周）等饭馆，都是中华民国时期北京有名的字号，引领北京饮食业。地处煤市街南口的丰泽园饭庄虽然起家稍晚，但后来居上。清朝和中华民国时期，煤市街最多时曾聚集300多家老字号。但到2004年煤市街道路拓宽工程启动前，这条街已经近乎成为假冒伪劣商品一条街，绝大部分老字号均已消失很久，仅有煤市街南口旁边的丰泽园饭庄等少数老字号留存。
2004年12月31日，为缓解前门大栅栏地区的交通压力，改善市政基础设施，煤市街道路拓宽工程启动，成为大栅栏历史文化保护区整体保护、整治、复兴工作进入实施阶段的标志。煤市街道路拓宽工程是前门大栅栏地区整体规划改造中的第一项重点工程，涉及面积约2.5公顷，现有居民大约800户、单位68家，现有建筑面积3.7万平方米。改造后的煤市街规划长度1045米，路宽从9米扩展到25米，设计3条机动车道，还包括步行系统。整个工程预计投资4.8亿元人民币。煤市街拆迁工作计划在2005年6月前结束，煤市街改造工作计划在2006年完工，大栅栏地区整体改造工作计划在2008年北京奥运会前完工。
此次煤市街改造涉及许多老四合院及老字号店铺。本来煤市街设计路宽50米，但为尽可能保护历史遗存，最终将设计路宽减小到25米。为了绕开若干有保留价值的历史建筑，煤市街多处弯曲。拓宽后的煤市街南面的入口向北移到与培英胡同的交叉口处，并且计划在胡同口建一座牌坊，北面则以大齐家胡同西口为可通行车辆行驶的终点，此处也将成为步行街南入口。
2006年11月18日，煤市街正式通车，该街全长1078.8米，道路红线宽25米，为城市次干路，北起前门月亮湾，南到珠市口西大街，将广安大街和前三门大街纵向连通，成为大栅栏地区的南北交通要道。该街是自北向南的单行线，共两条机动车道。与该道路工程同步建设的有污水、雨水、燃气、上水、电力、通信等7条管线。该街和前门东路是为疏导前门地区交通而建的两条城市次干路。在2007年前门东路通车以后，前门大街北段开始逐步改建为步行街。
2006年，导演欧宁拍摄了独立纪录片《煤市街》，讲述了煤市街拆迁中一些不满拆迁条件的当地居民的故事。